# 449 př. n. l.

## Události
- v Egyptě uzavření tzv. Kalliova míru, který ukončuje řecko-perské války
- 2.plebejská secese

## Úmrtí
- Kimón, athénský politik a vojevůdce

## Hlava státu
- Perská říše – Artaxerxés I.  (465 – 424 př. n. l.)
- Egypt – Artaxerxés I.  (465 – 424 př. n. l.)
- Sparta – Pleistonax  (458 – 409 př. n. l.) a Archidámos II.  (469 – 427 př. n. l.)
- Athény – Euthydemus  (450 – 449 př. n. l.) » Pedieus  (449 – 448 př. n. l.)
- Makedonie – Alketás II.  (454 – 448 př. n. l.)
- Epirus – Admetus  (470 – 430 př. n. l.)
- Odryská Thrácie – Teres I.  (460 – 445 př. n. l.) a Sparatocos  (450 – 431 př. n. l.)
- Římská republika – decemvir Ap. Claudius Crassinus Inregillensis Sabinus, Q. Poetelius Libo Visolus, M. Cornelius Maluginensis, T. Antonius Merenda, M. Sergius Esquilinus, K. Duillius Longus, L. Minucius Esquilinus Augurinus, Sp. Oppius Cornicen, Q. Fabius Vibulanus a M. Rabuleius  (450 – 449 př. n. l.) » konzulé Lucius Valerius Potitus a Marcus Horatius Barbatus  (449 př. n. l.)
- Kartágo – Hanno II.  (480 – 440 př. n. l.)